# Медведев, Сергей Иванович (футболист)
Сергей Иванович Медведев (род. 26 сентября 1936, Москва) — советский футболист, защитник. Советский и российский тренер.

## Биография
Воспитанник футбольной школы команды мясокомбината, Москва. С 1956 годах — в команде КФК «Трактор» Перово. С 1957 года — в «Химике» Калинин, со следующего сезона переименованного в «Волгу». В 1962—1965 годах сыграл 83 матча за «Локомотив» Москва, из них 55 в 1962—1963, 1965 годах — в чемпионате СССР. Завершил карьеру в команде класса «Б» «Металлург» Запорожье (1966—1968).
Тренер «Металлурга» (1968—1970). Старший тренер команд КФК «Металлург» Электросталь (1970—1980), «Мясокомбинат» Москва (1980—1984), «Керамика» Кучино (1984—1987), «Локомотив» Перово (1987—1990). Тренер московских ДЮСШ «Локомотив» (1990—1992), «Трудовых резервов» (1992—1995), «Москвича» (1995—1998), «Крыльев Советов» (с 1998).